# Clusia tigrina
Clusia tigrina är en tvåvingeart som beskrevs av Fallen 1820. Clusia tigrina ingår i släktet Clusia och familjen träflugor. Inga underarter finns listade i Catalogue of Life.